# 剁椒魚頭
剁椒魚頭（ドゥオジャオユィトウ、ドゥオジャオユートウ、中国語: 剁椒鱼头）は湖南料理の1つ、湖南風蒸し魚。代表的な湖南料理に挙げられる。

## 概要
大きな川魚の頭を開いて、剁椒と呼ばれる調味料を大量にかけて蒸した料理である。
剁椒は、タレをしっかり吸うとうま味が増すため、湖南では魚を食べた後に残った骨を皿から取り除き、タレが残った皿に麺を投入し、拌麺（和え麺）にして2度味わう。

## 剁椒
剁椒は、刻んだ唐辛子を漬けて発酵させた調味料。湖南省の中でも西部の人々の思い入れが強いと言われており、「無辣不歓 無酸不入口（辛くなければ歓ばない、酸っぱくなければ口にしない）」という言葉もあるくらい、辛さと酸味が重要な要素になっている。

## 逸話
剁椒魚頭については以下のような逸話がある。